# Zoran Vraneš
Zoran Vraneš (Зopaн Bpaнeш en serbe cyrillique) est un ancien joueur et entraîneur serbe de football. Il a entraîné diverses sélections des Antilles.

## Biographie
Ancien joueur du Partizan Belgrade, Zoran Vraneš commença sa carrière d'entraîneur au FK Rudar Pljevlja avant d'émigrer dans les Caraïbes, région qu'il ne quitterait plus par la suite, devenant tour à tour sélectionneur de Trinité-et-Tobago (à trois reprises), Antigua-et-Barbuda et Saint-Vincent-et-les-Grenadines.
Il a notamment gagné deux Coupes caribéennes des nations avec les Socca Warriors. Il a aussi dirigé Saint-Vincent-et-les-Grenadines durant la phase qualificative de la Coupe du monde de football 2006.
Revenu à Trinité-et-Tobago en 2009, il prend en charge l'équipe des moins de 20 ans du pays. Depuis 2014, il entraîne le Central FC et a remporté la FCB Cup, l'équivalent de la Coupe de la Ligue de Trinité-et-Tobago.

## Palmarès (entraîneur)
- Vainqueur de la Coupe caribéenne des nations en 1995[1] et 1996[2] avec Trinité-et-Tobago.
- Vainqueur de la First Citizens Cup 2014 avec le Central FC.